# Хмелевка (Камизяцький район)
Хмелевка (рос. Хмелёвка) — село у Камизяцькому районі Астраханської області Російської Федерації.
Населення становить 467 осіб (2010). Входить до складу муніципального утворення Іванчузька сільська рада.

## Історія
Населений пункт розташований на території українського етнічного та культурного краю Жовтий Клин. Від 1925 року належить до Камизяцького району.
Згідно із законом від 6 серпня 2004 року органом місцевого самоврядування є Іванчузька сільська рада.

## Населення
| 2002 | 2010 |
| ---- | ---- |
| 508  | ↘467 |